# Wielka przygoda (film 1952)
Wielka przygoda (cz. Velké dobrodružství) – czechosłowacki czarno-biały biograficzny film przygodowy w reżyserii Miloša Makovca z 1952 roku, oparty na biografii czeskiego podróżnika Emila Holuba (1847–1902). 

## Obsada
- Otomar Krejča jako dr Emil Holub
- Antonie Hegerliková jako Růžena Hofová
- Jaroslav Marvan jako Vojta Náprstek
- Eduard Kohout jako prof. A. V. Frič
- Bedřich Karen jako belgijski król Leopold II
- Bedřich Vrbský jako gubernator Kapsztadu
- Miloš Kopecký jako Cecil Rhodes
- Vladimír Hlavatý jako inż. Kadeřábek
- Svatopluk Beneš jako książę Albert von Nassau Oranien
- Vlasta Fabianová jako Ellen, żona księcia Alberta
- Vladimír Brabec jako dziennikarz Václav Červenka
- Zdeněk Kryzánek jako Hynek Leeb
- Josef Bláha jako Josef Špíral
- Václav Kyzlink jako Antonín Halousek
- Jiří Plachý jako Wayne
- Josef Červinka jako Tony
- Bedřich Prokoš jako fabrykant
- Vladimír Řepa jako sekretarz muzeum
- Vladimír Leraus jako redaktor naczelny
- Karel Jelínek jako urzędnik w Kapsztadzie
- Zdeněk Hodr jako nauczyciel na wystawie
- Alois Dvorský jako zwiedzający wystawę
- Jana Werichová jako dziewczyna na Praterze
- Karel Fořt